# System ligowy piłki nożnej w Rosji
Tabela przedstawia system ligowy piłki nożnej w Rosji. Kluby, które zajmą pierwsze pozycje w lidze awansują wyżej, zaś te kończące dany sezon na ostatnich pozycjach spadają w dół do coraz niższych klas ligowych. Teoretycznie jest możliwe, aby klub z najniższej ligi, awansując rok po roku znalazł się w Priemjer-Lidze, czyli na najwyższym poziomie ligowym.
| Poziom | Liga                                          | Liga                                          | Liga                                          | Liga                                          | Liga                                          | Liga                                          | Liga                                          | Liga                                          | Liga                                          | Liga                                          | Liga                                          | Liga                                          | Liga                                          | Liga                                          | Liga                                          | Liga                                          | Liga                                          | Liga                                          | Liga                                          | Liga                                          |
| ------ | --------------------------------------------- | --------------------------------------------- | --------------------------------------------- | --------------------------------------------- | --------------------------------------------- | --------------------------------------------- | --------------------------------------------- | --------------------------------------------- | --------------------------------------------- | --------------------------------------------- | --------------------------------------------- | --------------------------------------------- | --------------------------------------------- | --------------------------------------------- | --------------------------------------------- | --------------------------------------------- | --------------------------------------------- | --------------------------------------------- | --------------------------------------------- | --------------------------------------------- |
| 1      | Priemjer-Liga (Премьер-Лига) 16 drużyn        | Priemjer-Liga (Премьер-Лига) 16 drużyn        | Priemjer-Liga (Премьер-Лига) 16 drużyn        | Priemjer-Liga (Премьер-Лига) 16 drużyn        | Priemjer-Liga (Премьер-Лига) 16 drużyn        | Priemjer-Liga (Премьер-Лига) 16 drużyn        | Priemjer-Liga (Премьер-Лига) 16 drużyn        | Priemjer-Liga (Премьер-Лига) 16 drużyn        | Priemjer-Liga (Премьер-Лига) 16 drużyn        | Priemjer-Liga (Премьер-Лига) 16 drużyn        | Priemjer-Liga (Премьер-Лига) 16 drużyn        | Priemjer-Liga (Премьер-Лига) 16 drużyn        | Priemjer-Liga (Премьер-Лига) 16 drużyn        | Priemjer-Liga (Премьер-Лига) 16 drużyn        | Priemjer-Liga (Премьер-Лига) 16 drużyn        | Priemjer-Liga (Премьер-Лига) 16 drużyn        | Priemjer-Liga (Премьер-Лига) 16 drużyn        | Priemjer-Liga (Премьер-Лига) 16 drużyn        | Priemjer-Liga (Премьер-Лига) 16 drużyn        | Priemjer-Liga (Премьер-Лига) 16 drużyn        |
| 2      | Pierwyj diwizion (Первый дивизион) 22 drużyny | Pierwyj diwizion (Первый дивизион) 22 drużyny | Pierwyj diwizion (Первый дивизион) 22 drużyny | Pierwyj diwizion (Первый дивизион) 22 drużyny | Pierwyj diwizion (Первый дивизион) 22 drużyny | Pierwyj diwizion (Первый дивизион) 22 drużyny | Pierwyj diwizion (Первый дивизион) 22 drużyny | Pierwyj diwizion (Первый дивизион) 22 drużyny | Pierwyj diwizion (Первый дивизион) 22 drużyny | Pierwyj diwizion (Первый дивизион) 22 drużyny | Pierwyj diwizion (Первый дивизион) 22 drużyny | Pierwyj diwizion (Первый дивизион) 22 drużyny | Pierwyj diwizion (Первый дивизион) 22 drużyny | Pierwyj diwizion (Первый дивизион) 22 drużyny | Pierwyj diwizion (Первый дивизион) 22 drużyny | Pierwyj diwizion (Первый дивизион) 22 drużyny | Pierwyj diwizion (Первый дивизион) 22 drużyny | Pierwyj diwizion (Первый дивизион) 22 drużyny | Pierwyj diwizion (Первый дивизион) 22 drużyny | Pierwyj diwizion (Первый дивизион) 22 drużyny |
| 3      | Wtoroj diwizion (Второй дивизион)             | Wtoroj diwizion (Второй дивизион)             | Wtoroj diwizion (Второй дивизион)             | Wtoroj diwizion (Второй дивизион)             | Wtoroj diwizion (Второй дивизион)             | Wtoroj diwizion (Второй дивизион)             | Wtoroj diwizion (Второй дивизион)             | Wtoroj diwizion (Второй дивизион)             | Wtoroj diwizion (Второй дивизион)             | Wtoroj diwizion (Второй дивизион)             | Wtoroj diwizion (Второй дивизион)             | Wtoroj diwizion (Второй дивизион)             | Wtoroj diwizion (Второй дивизион)             | Wtoroj diwizion (Второй дивизион)             | Wtoroj diwizion (Второй дивизион)             | Wtoroj diwizion (Второй дивизион)             | Wtoroj diwizion (Второй дивизион)             | Wtoroj diwizion (Второй дивизион)             | Wtoroj diwizion (Второй дивизион)             | Wtoroj diwizion (Второй дивизион)             |
| 3      | grupa zachodnia 14 drużyn                     | grupa zachodnia 14 drużyn                     | grupa centralna 14 drużyn                     | grupa centralna 14 drużyn                     | grupa południowa 18 drużyn                    | grupa południowa 18 drużyn                    | grupa uralsko-nadwołżańska 14 drużyn          | grupa uralsko-nadwołżańska 14 drużyn          | grupa wschodnia 6 drużyn                      | grupa wschodnia 6 drużyn                      |                                               |                                               |                                               |                                               |                                               |                                               |                                               |                                               |                                               |                                               |
| 4      | Liga Amatorska (Любительская лига)            | Liga Amatorska (Любительская лига)            | Liga Amatorska (Любительская лига)            | Liga Amatorska (Любительская лига)            | Liga Amatorska (Любительская лига)            | Liga Amatorska (Любительская лига)            | Liga Amatorska (Любительская лига)            | Liga Amatorska (Любительская лига)            | Liga Amatorska (Любительская лига)            | Liga Amatorska (Любительская лига)            | Liga Amatorska (Любительская лига)            | Liga Amatorska (Любительская лига)            | Liga Amatorska (Любительская лига)            | Liga Amatorska (Любительская лига)            | Liga Amatorska (Любительская лига)            | Liga Amatorska (Любительская лига)            | Liga Amatorska (Любительская лига)            | Liga Amatorska (Любительская лига)            | Liga Amatorska (Любительская лига)            | Liga Amatorska (Любительская лига)            |
| 4      | Północny zachód                               | „Złoty pierścień”                             | Moskwa grupa A                                | Obw. moskiewski grupa A                       | Czarnoziemie                                  | Południe                                      | Powołże                                       | Ural                                          | Syberia Wyższa liga                           | Daleki wschód                                 |                                               |                                               |                                               |                                               |                                               |                                               |                                               |                                               |                                               |                                               |
| 5      |                                               |                                               | Moskwa grupa B                                | Obw. moskiewski grupa B                       |                                               |                                               |                                               |                                               | Syberia Pierwsza liga                         |                                               |                                               |                                               |                                               |                                               |                                               |                                               |                                               |                                               |                                               |                                               |

- Pomiędzy Ligą Amatorską a Drugą Dywizją (najniższa profesjonalna) trzeba oprócz sportowych spełnić też kryteria finansowo-organizacyjne, dlatego nawet zwycięzcy poszczególnych stref (regionów) często pozostają na poziomie amatorskim.

## Historia nazw poszczególnych lig
| Lata      | D1               | D2               | D3              | D4           |
| --------- | ---------------- | ---------------- | --------------- | ------------ |
| 1992—1993 | Wysszaja liga    | Pierwaja liga    | Wtoraja liga    |              |
| 1994—1997 | Wysszaja liga    | Pierwaja liga    | Wtoraja liga    | Trietja liga |
| 1998—2001 | Wysszij diwizion | Pierwyj diwizion | Wtoroj diwizion |              |
| od 2002   | Priemjer-Liga    | Pierwyj diwizion | Wtoroj diwizion |              |